# 유익한 행성
점성술에서 유익한 행성(有益之 行星, benefic planet) 또는 간단히 길성(吉星)은 매우 긍정적인 효과가 있다교 여겨진다. 전통적으로 목성이 가장 유익하다고 여겨지며, 금성은 보다 덜 유익한 지위에 할당되어 오고 있다. 태양과 달, 그리고 해왕성은 그것들의 효력에 있어서 적당히 행운이 있다고 여겨진다.

## 같이 보기
- 유해한 행성
- 천궁도
- 점성술의 태양계